# Муринсон, Ефим Абрамович
Ефим (Хаим) Абрамович Муринсон (1918–1977) – советский физик, лауреат Сталинской премии 1951 года и Ленинской премии 1961 года.
Родился 30.05.1918 в Витебске.
Учился в 7-й школе Володарского района Ленинграда.  Один из 11 победителей II Ленинградской математической олимпиады (1935 год).
В 1940 году окончил матмех ЛГУ по отделению механики.
Участник войны, младший лейтенант. Награждён медалью «За оборону Ленинграда».
После войны работал в ОКБ Ленинградского Кировского завода, позже преобразованного в ЦКБМ (Центральное конструкторское бюро машиностроения). До 1952 г. зам. начальника расчётного бюро, в 1952-1972 гг. заместитель генерального конструктора и начальник расчётно-теоретического отдела. Участник советского атомного проекта.
Профессор, доктор технических наук (диссертация посвящена расчётам диффузионных газовых центрифуг, используемых для разделения изотопов урана).
Сталинские премии по Постановлению СМ СССР № 4964-2148сс/оп (06.12.1951) за участие в разработке конструкции диффузионных машин.
Ленинская премия 1961 года «за разработку и промышленное внедрение центрифужного метода разделения изотопов урана».
Награждён орденом Трудового Красного Знамени.